# Innsbruck bypass

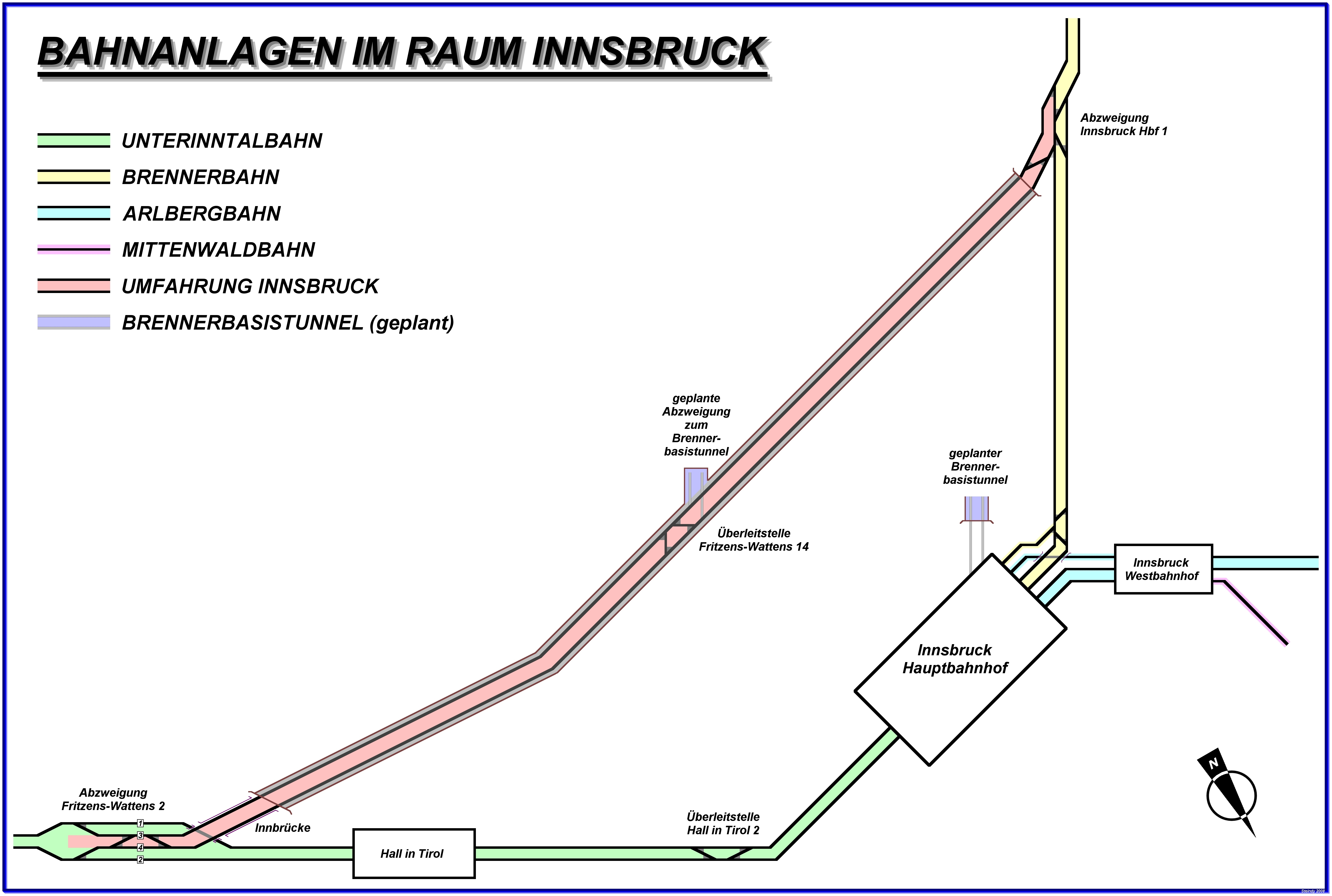
Innsbruck és környékének vasútvonalai és vasúti kapcsolatai (a kép dél-észak tájolású)

Az Innsbruck bypass (németül: Umfahrung Innsbruck vagy néha Güterzugumfahrung Innsbruck, egy 14,853 km hosszú, kétvágányú, 15 kV, 16,7 Hz-cel villamosított vasútvonal Ausztriában. Ez kapcsolódik a Alsó-Inn-völgyi vasútvonalon keresztül a Brenner-vasútvonalhoz, elkerülve Innsbruckot. A vasútvonal 1994. május 29-én nyílt meg, hogy az átmenő vonatok ne zavarják a várost. Szinte csak tehervonatok (beleértve a RoLa vonatokat is) használják, személyszállító vonatok csak kivételes esetekben, terelés esetén közlekednek erre. A vonal része a transzeurópai vasúthálózatnak.
Érdekesség, hogy a német vasút a második világháború alatt 1944-ben már épített egy elkerülő vonalat, melyet 1945-ben elbontottak.
A vonal az alábbi részekből áll:
- a Fritzens-Wattens elágazásból,
- egy 488 m hosszú hídból az Inn folyó és az autópálya felett, zajvédő fallal,
- egy 12 696 m hosszú alagútból, mely a Wienerwald-alagút megnyitásáig a leghosszabb alagút volt Ausztriában, építése 120 millió euróba került. Itt a vágánytengely-távolság 4,7 méter, amely megfelel a nagysebességű vasút előírásainak is,
- található továbbá egy elágazás Innsbrucknál is.

A vonatok 160 km/h-s sebességgel haladhatnak át az elkerülő szakaszon.